# تجمع علماء البيئة الكونغوليين - الخضر
تجمع علماء البيئة الكونغوليين - الخضر (بالفرنسية: Rassemblement des Écologistes Congolais, les verts)‏ هو حزب الخضر في جمهورية الكونغو الديمقراطية. أسسه فاوستين كيمبوا تابينا في 15 يونيو 2001.
في الانتخابات العامة لعام 2006، فاز مرشح الحزب للجمعية الوطنية، مباكا ماويتي روفين، بمقعد من كيمفولا في الكونغو الوسطى.

## روابط خارجية
- الأرشيف الأخير لموقع الحزب